# Honiana Te Puni-kokopu

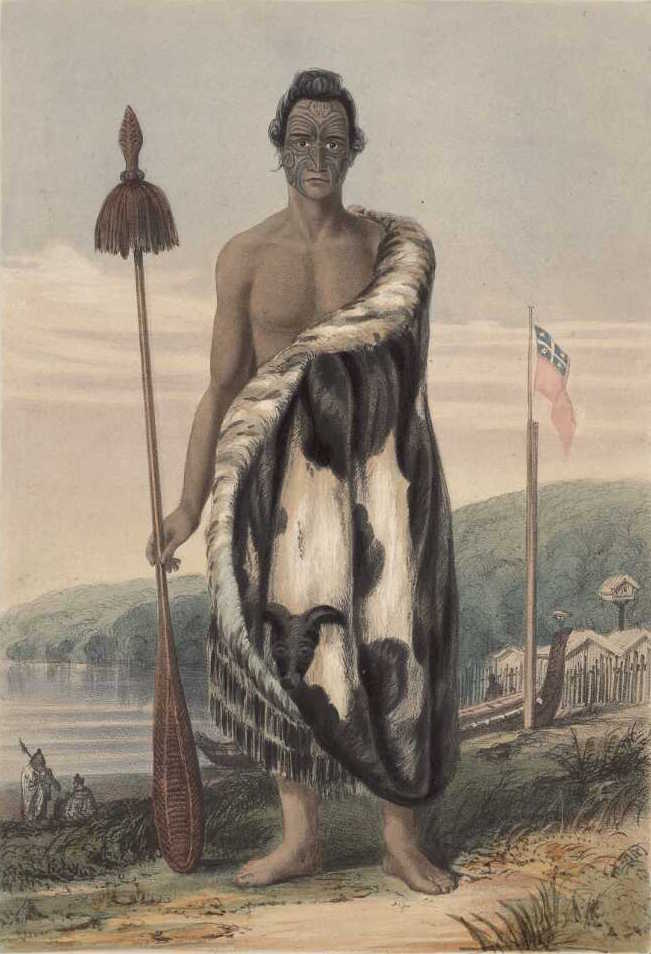
Ilustração de Honiana Te Puni-Kokopu, c. 1839.

Honiana Te Puni-Kokopu (? - 5 de dezembro de 1870) foi um líder de tribal e governo conselheiro notável da Nova Zelândia. De Māori descida, ele identificou com o Te Ati Awa iwi. Ele nasceu em Taranaki, Nova Zelândia.
Em 27 de Setembro de 1839, Te Puni-Kokopu assinou uma escritura de acordo com a Empresa Nova Zelândia, que viu a compra de grande parte da região Wellington por colonos britânicos. Ele também assinou o Tratado de Waitangi em Wellington em 29 de abril de 1840.